# Enciclopedia della scienza e della tecnica
L'Enciclopedia della scienza e della tecnica (EST) è stata un'iniziativa editoriale della Arnoldo Mondadori Editore ispirata dalla McGraw-Hill Encyclopedia of Science & Technology. Nei primi anni sessanta rappresentò «un'esperienza fondamentale nel campo dell'alta divulgazione scientifica in Italia».

## Descrizione dell'opera
L'enciclopedia si compone di tredici volumi, pubblicati in prima edizione nel 1963. In essi gli articoli sono ordinati secondo la sequenza alfabetica. Al corpus dell'enciclopedia si aggiunsero degli annuari, pubblicati annualmente dal 1968 al 1992 col titolo di Scienza & Tecnica 68. Annuario della EST (e successivi). Gli annuari, oltre a una puntuale rassegna internazionale dei progressi scientifici e tecnologici dell'annata precedente, comprendevano anche articoli originali di notevole rilievo, scritti da scienziati e da tecnologi di fama internazionale (come il direttore del Programma Apollo Rocco Petrone, che contribuì con una descrizione degli impianti del John F. Kennedy Space Center predisposti per le missioni lunari). Nei primi tre volumi dell'annuario, editi tra il 1968 e il 1970, vennero pubblicate delle ampie rassegne bibliografiche relative a tutti gli ambiti disciplinari scientifici e tecnologici, insieme a una presentazione critica dello stato della comunicazione scientifica predisposta dall'UNESCO, con l'obiettivo di fornire una traccia per lo sviluppo delle biblioteche di ricerca, pubbliche e private

## Redazione
Il progetto fu diretto da Edoardo Macorini. La redazione dell'enciclopedia avvenne sotto gli auspici di un comitato di redazione diretto da Ludovico Geymonat, di cui facevano parte Piero Caldirola, Adolfo Quilico, Sergio Tonzig, Luigi Amerio, Giuseppe Schiavinato, Mario Silvestri, Neil Bartlett, Richard Dalitz, Freeman Dyson, Leon Knopoff, Hisashi Kuno, Hugh Christopher Longuet-Higgins, Anthony E. Siegman, Axel Hugo Theodor Theorell, Alexander Robertus Todd of Trumpignton, Edward Osborne Wilson. La cura redazionale dei contenuti fu affidata a una schiera di giovani collaboratori (tra cui, ad esempio, Corrado Mangione ed Emanuele Vinassa de Regny), privi di esperienza editoriale, e ai primi passi nel mondo del lavoro, che avrebbero occupato, in seguito, importanti posizioni nel mondo scientifico, industriale e giornalistico.

## Le pubblicazioni originate dall'Enciclopedia
Ristampe di articoli degli Annuari furono pubblicate, con altri contributi originali, per offrire delle presentazioni dello stato dell'arte di settori disciplinari come la geologia, la geofisica, la sismologia e la paleontologia (La riscoperta della Terra, a cura di Eugenio De Rosa, Milano, Edizioni scientifiche e tecniche Mondadori, 1975) e l'astronomia, l'astrofisica, la cosmologia e l'esobiologia (La riscoperta del cielo, a cura di Livio Gratton, Milano, Edizioni scientifiche e tecniche Mondadori, 1976).
Poiché nella EST la storia della scienza e quella della tecnica non furono considerate se non marginalmente, la redazione predispose e pubblicò due opere dedicate all'esposizione – in forma annalistica – degli sviluppi della ricerca pura e applicata dalla preistoria all'età contemporanea e alla presentazione biografica degli scienziati e dei tecnologi: Scienziati e tecnologi dalle origini al 1875, Milano, Edizioni scientifiche e tecniche Mondadori, 1974 e Scienziati e tecnologi contemporanei, Milano, Edizioni scientifiche e tecniche Mondadori, 1975.

## LaBiblioteca della EST
La casa editrice predispose e pubblicò poi, sotto la direzione di Edgardo Macorini, una collana di monografie intitolata Biblioteca della EST, in cui apparvero contributi rimasti famosi come i saggi dell'astronomo Paolo Maffei (Al di là della Luna, I mostri del cielo, L'Universo nel tempo e La cometa di Halley) e la traduzione italiana del rapporto del Massachusetts Institute of Technology al Club di Roma su I limiti dello sviluppo, che era stato anticipato nell'Annuario della EST del 1972. Nella collana furono pubblicate anche le ristampe, aggiornate al 1977, delle parti annalistiche dei supplementi storiografici della EST (Scienza e tecnica dalle origini al Novecento, Milano, Edizioni scientifiche e tecniche Mondadori, 1977 e Scienza e tecnica del Novecento, Milano, Edizioni scientifiche e tecniche Mondadori, 1977).